# Isabella Rossellini

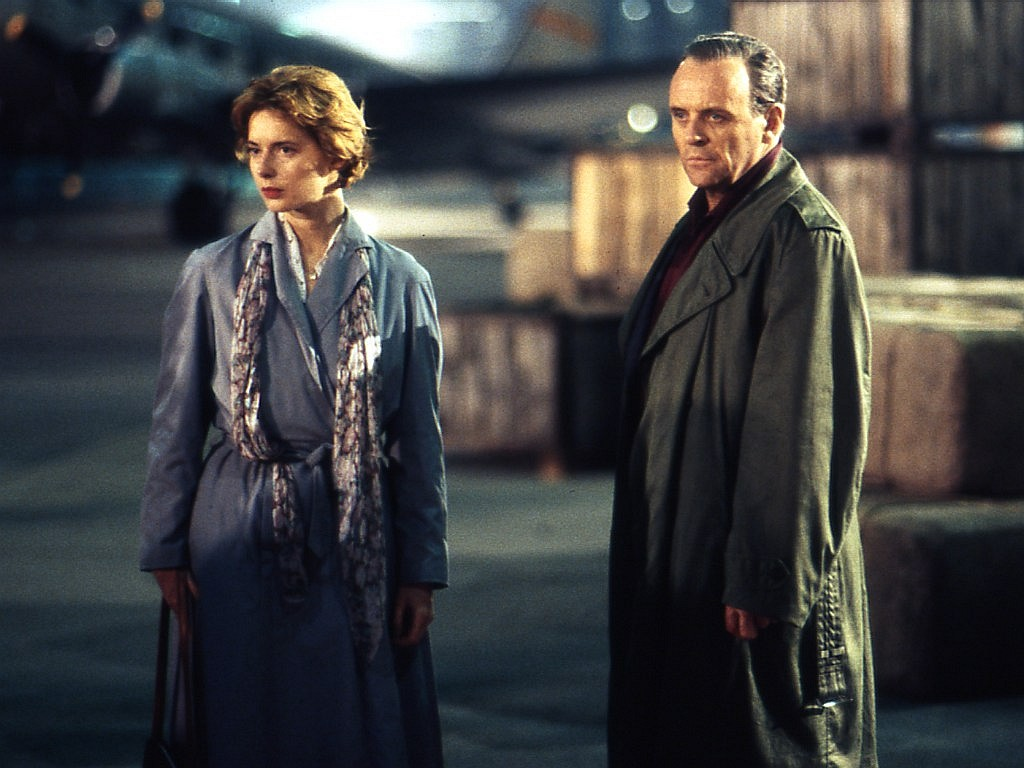
Isabella Rossellini en Anthony Hopkins tijdens het opnemen van de film The Innocent

Isabella Rossellini (Rome, 18 juni 1952) is een Italiaanse actrice en model; ze heeft een eigen parfum genaamd Isabella. Ze is een dochter van de Zweedse actrice Ingrid Bergman en Roberto Rossellini.
Tussen 1979 en 1983 was ze getrouwd met de Amerikaanse filmregisseur Martin Scorsese.
Van 2004 tot 2005 speelde ze mee in de Amerikaanse televisieserie Alias als Katya Derevko (de tante van Sydney Bristow).
In 2024 kreeg zij uit handen van Ralph Fiennes (zelf eerder winnaar van deze prijs) de European Film Academy Achievement in World Cinema Award.

## Films
- Conclave (2024) als zuster Agnes
- La chimera (2023)
- Incredibles 2 (2018) als de ambassadeur (stem)
- Joy (2015) als Rudy Mangano's vriendin
- Enemy (2013)
- Nono, het zigzagkind (2012) als Lola Ciperola
- Keyhole (2011)
- Poulet aux prunes (2011)
- Late Bloomers (2011)
- De Eenzaamheid van de Priemgetallen (2010)
- Two Lovers (2008)
- The Accidental Husband (2008)
- Infamous (2006)
- The Architect (2006)
- La fiesta del chivo (2005)
- Heights (2005)
- King of the Corner (2004)
- The Tulse Luper Suitcases, Part 2: Vaux to the Sea (2004)
- The Saddest Music in the World (2003)
- The Tulse Luper Suitcases, Part 1: The Moab Story (2003)
- Roger Dodger (2002)
- Empire (2002)
- Il cielo cade (2000)
- The Impostors (1998)
- Left Luggage (1998) (met Jeroen Krabbé)
- The Funeral (1996)
- Big Night (1996)
- Croce e delizia (1995)
- Immortal Beloved (1994)
- Wyatt Earp (1994)
- Fearless (1993)
- The Innocent (1993)
- Death Becomes Her (1992)
- Caccia alla vedova (1991)
- Dames galantes (1990)
- Wild at Heart (1990) (regie van David Lynch)
- Cousins (1989) (regie van Joel Schumacher)
- Red Riding Hood (1989)
- Zelly and Me (1988)
- Siesta (1987)
- Oci ciornie (1987)
- Tough Guys Don't Dance (1987)
- Blue Velvet (1986) (regie van David Lynch)
- White Nights (1985)
- Il pap'occhio (1980)
- Il prato (1979)
- A Matter of Time (1976)